# 秀茂坪

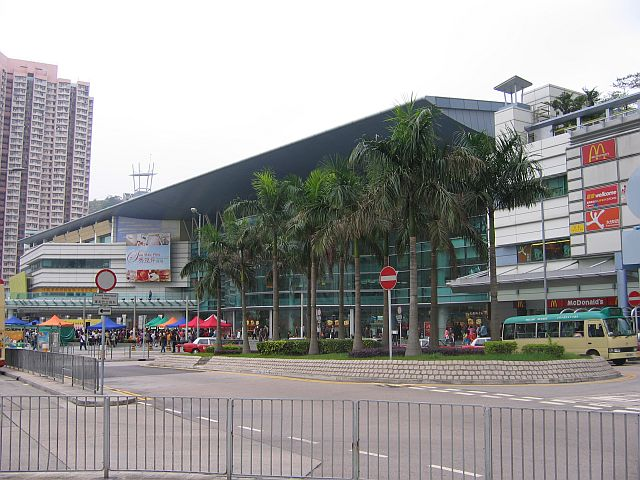
秀茂坪商場

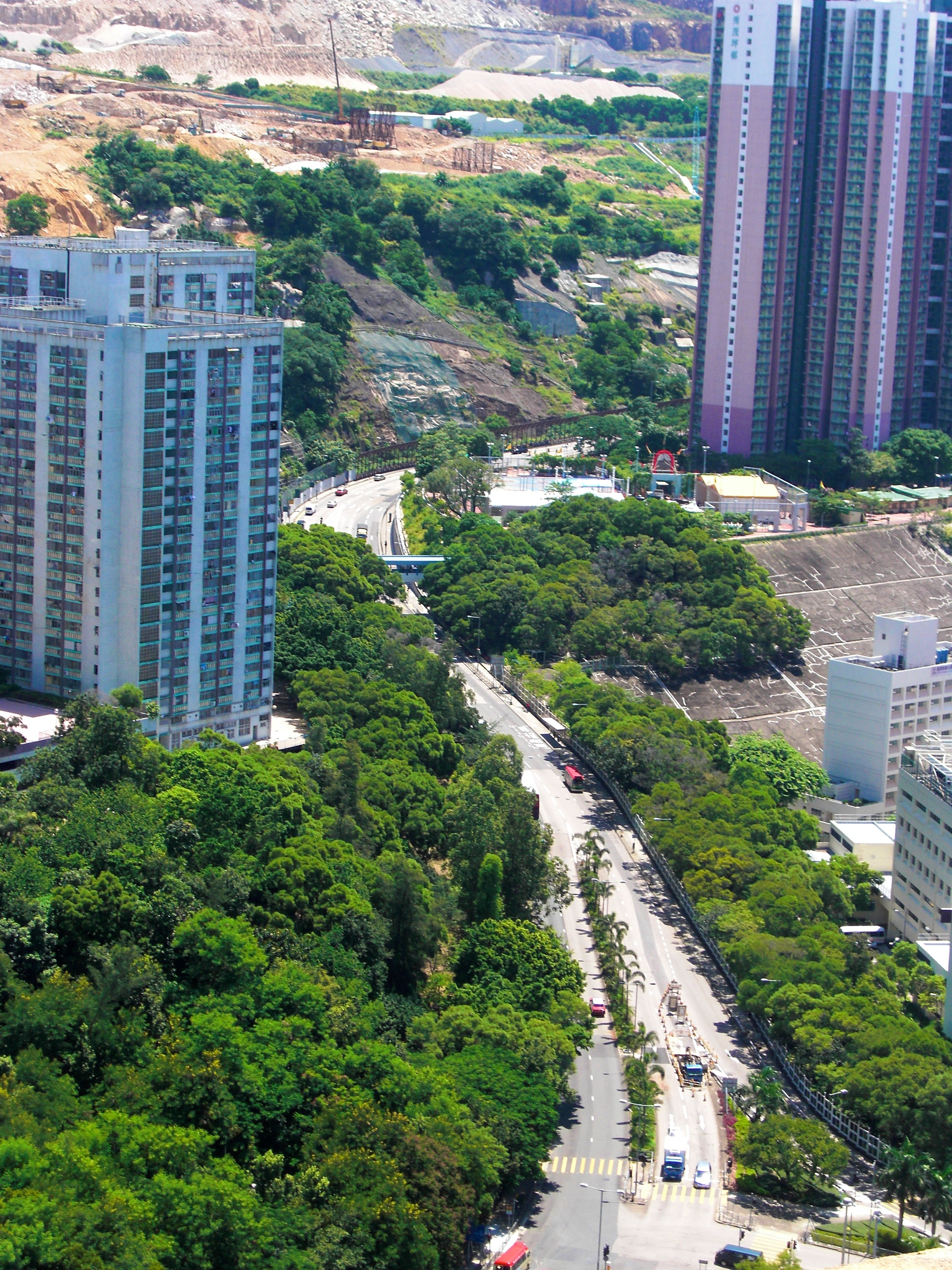
遠觀秀茂坪道

秀茂坪（英語：Sau Mau Ping）位於香港九龍東部的一座山城，是九龍主要的住宅區之一，主要以公共屋邨組成，行政上屬於觀塘區，東面連接西貢區。第二次世界大戰後人口增加，香港政府於1950年代至1960年代在秀茂坪興建徙置區，後來逐漸演變成秀茂坪邨，共近44幢大廈。附近設有秀茂坪警署及基督教聯合醫院。不少植根香港數十年的本地企業是從秀茂坪中創業，如壹品豆漿等。
過去的秀茂坪全為樓高十數層的公共屋邨大廈，隨着秀茂坪邨因為老化而重建，人口一度下跌，區內巴士路線13B、13C、13E相繼取消。重建後的秀茂坪分拆出現有的秀茂坪邨、秀茂坪南邨、曉麗苑。此外，寶琳路平台發展計劃與安達臣道發展計劃（一直屬觀塘區管轄）完成後，該處新建的屋邨寶達邨、安達邨及安泰邨，亦屬秀茂坪一部份。

## 名稱來源
秀茂坪得名於蘇茅坪，出自從前一帶長滿蘇茅草之說，《新界九約竹枝詞》提及「春遊忽到『蘇茅坪』，睇見牛頭角又生」，「坪」為廣闊而稍高的平原地。事實上以「蘇茅」為名的地方在中國南方存有不少例子，包括江西省南康市西華鄉蘇茅村、廣東省歸善縣（今惠陽縣）白芒花蘇茅壟、梅州市西南的蘇茅凹及蘇茅排等，另外已經拆卸的秀茂坪大聖廟附近亦曾經有座蘇茅坪村。
此外亦有掃墓坪一說，此源可能來自香港開埠初期，英國人將地名翻譯為「So Mau Ping」，在粵語與「掃墓坪」讀音相似，遂在1962年11月16日，改為雅稱「秀茂坪」。亦有指出因為秀茂坪鄰近順利邨所在地過去用作九龍七號墳場，亦是香港日治時期的萬人塚，因此才有與掃墓有關係的掃墓坪此名稱。

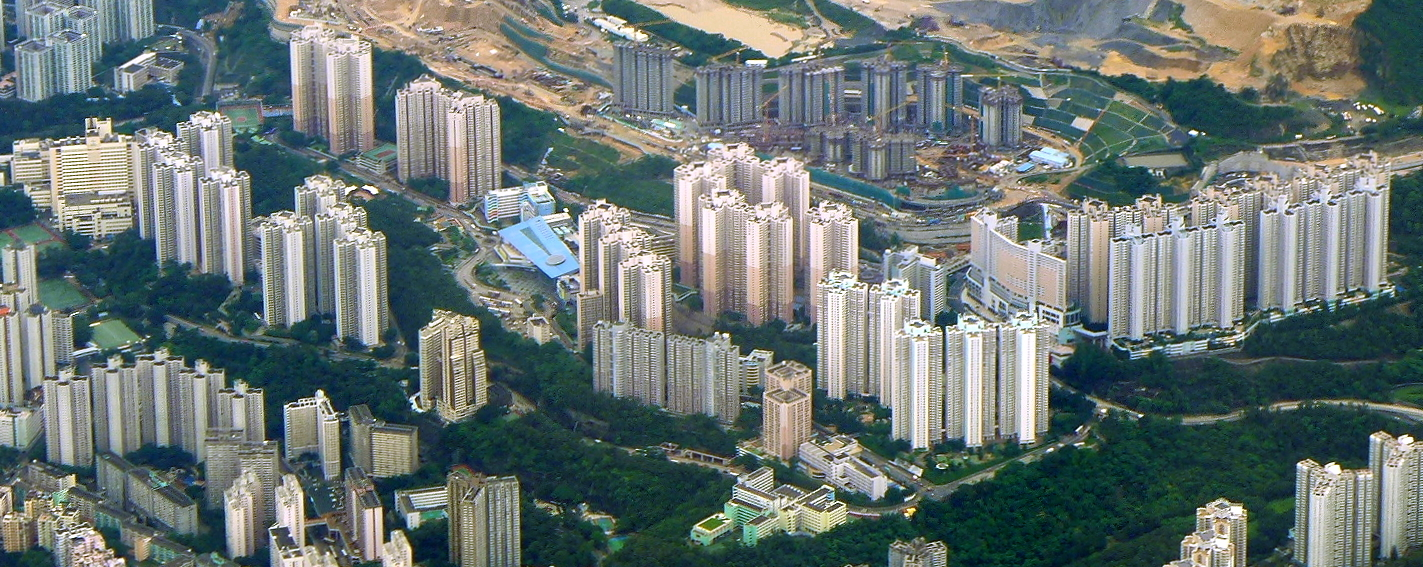
秀茂坪全景

## 秀茂坪的公共屋邨及屋苑
- 秀茂坪邨
- 曉麗苑
- 寶達邨
- 秀茂坪南邨
- 安達邨
- 安泰邨

## 私人住宅

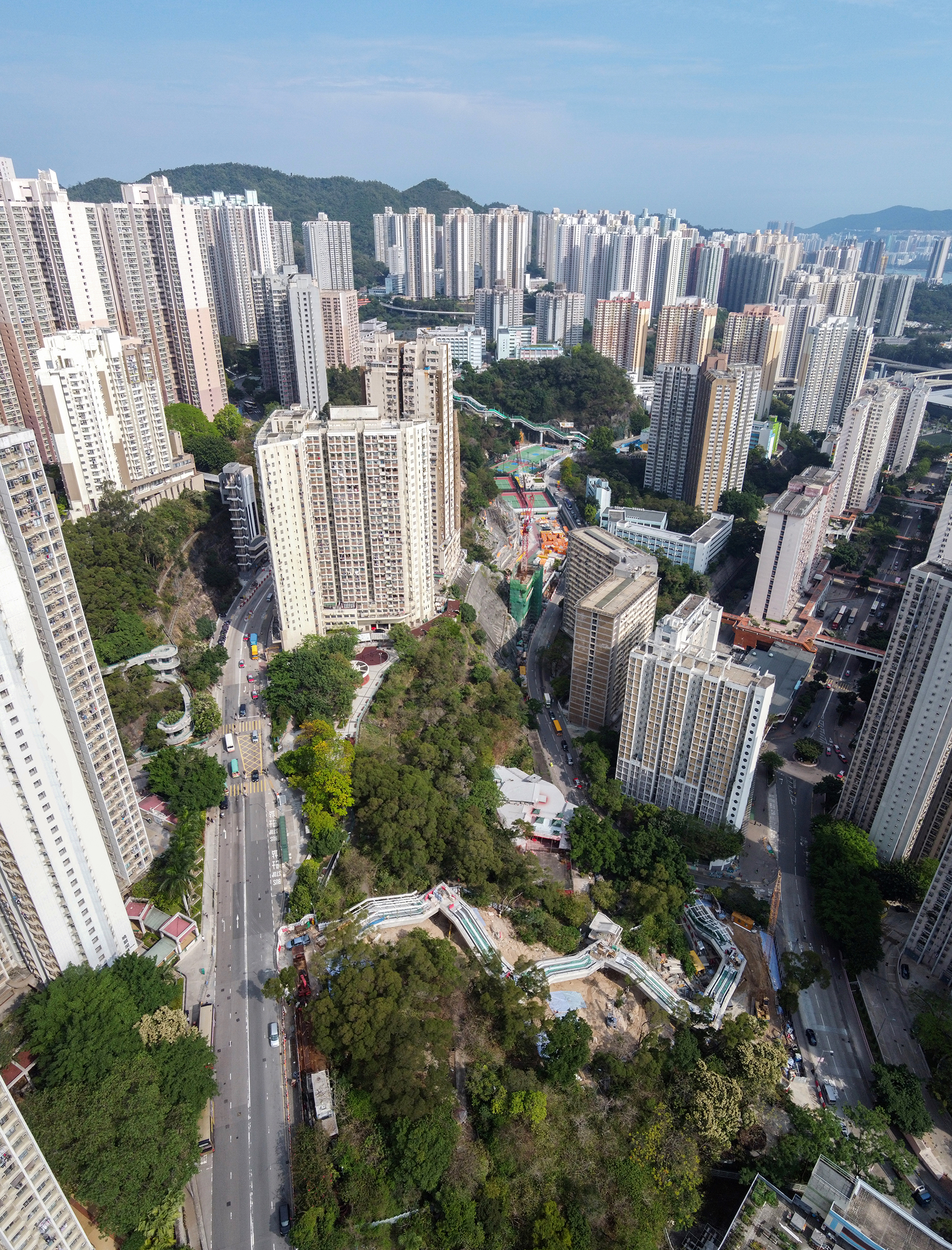
秀茂坪私人住宅和興建中的扶手電梯連接觀塘翠屏北邨

- 曉華大廈（基座為丟空近30年的金茂坪戲院）
- 曉明閣
- 曉光閣
- 富華閣

## 康體設施
- 秀明道公園
- 秀雅道遊樂場
- 曉光街體育館
- 秀茂坪紀念公園
- 曉光街遊樂場
- 曉光街草坪公園
- 安秀道公園

## 學校

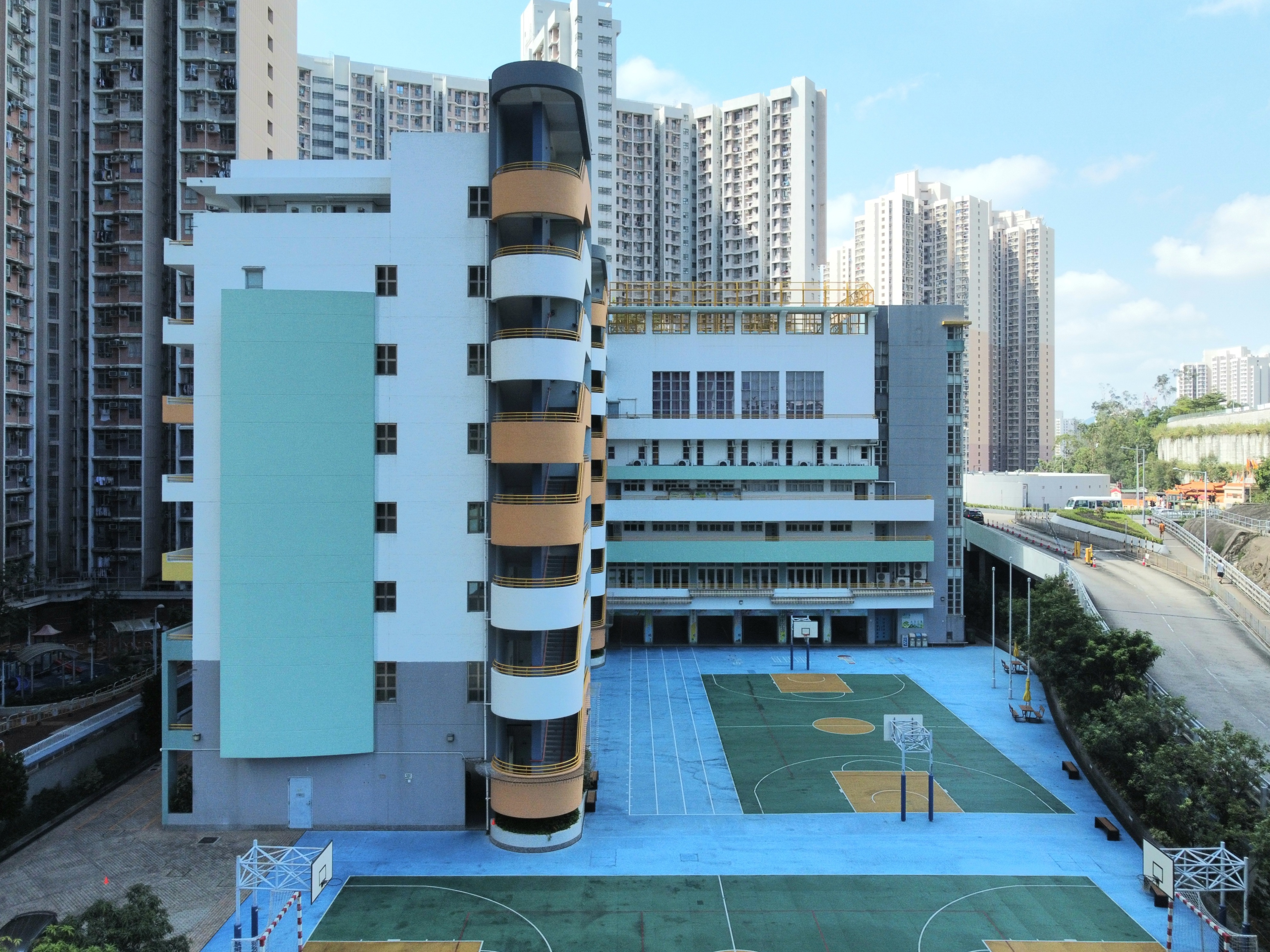
秀茂坪天主教小學

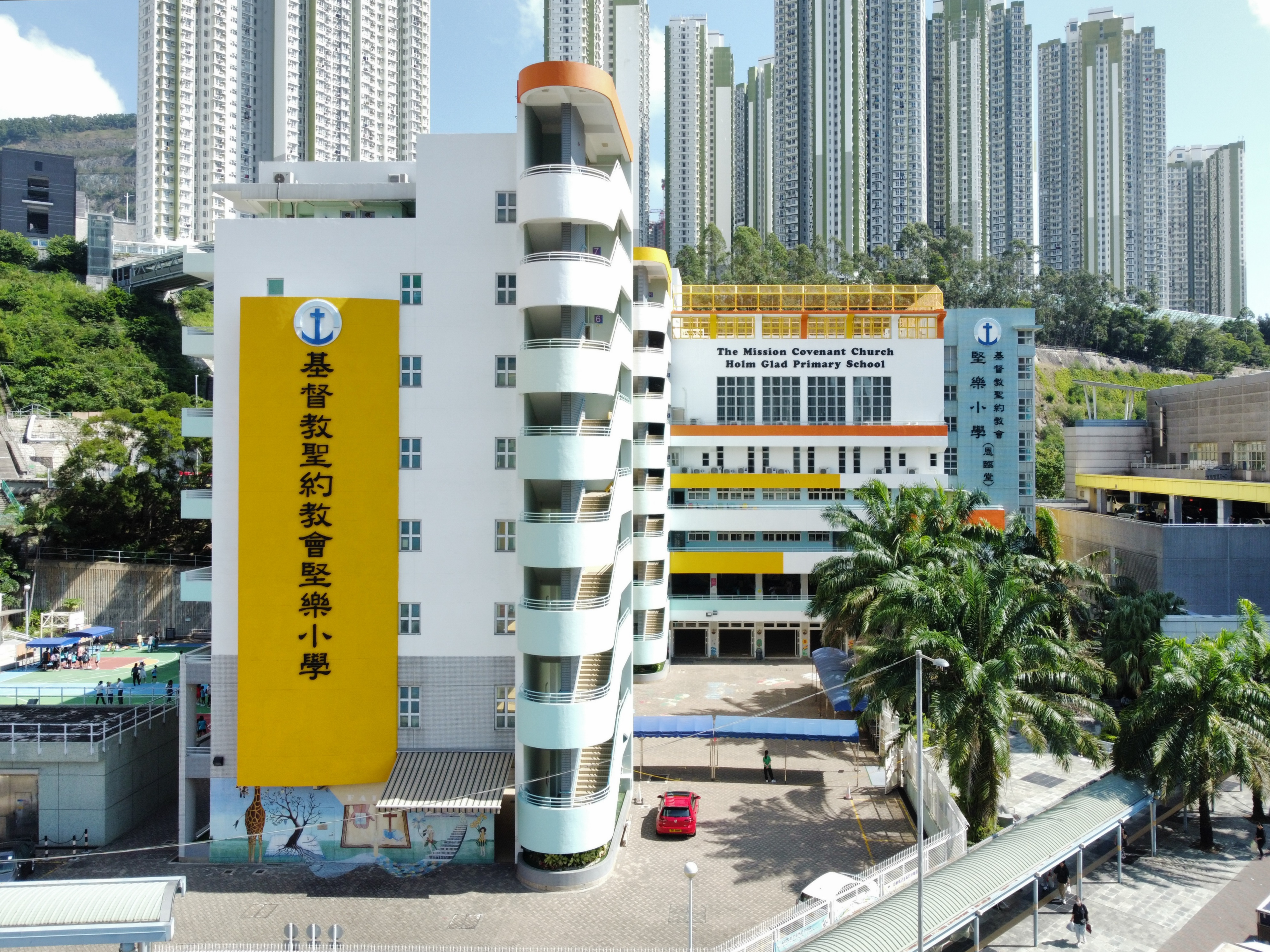
基督教聖約教會堅樂小學

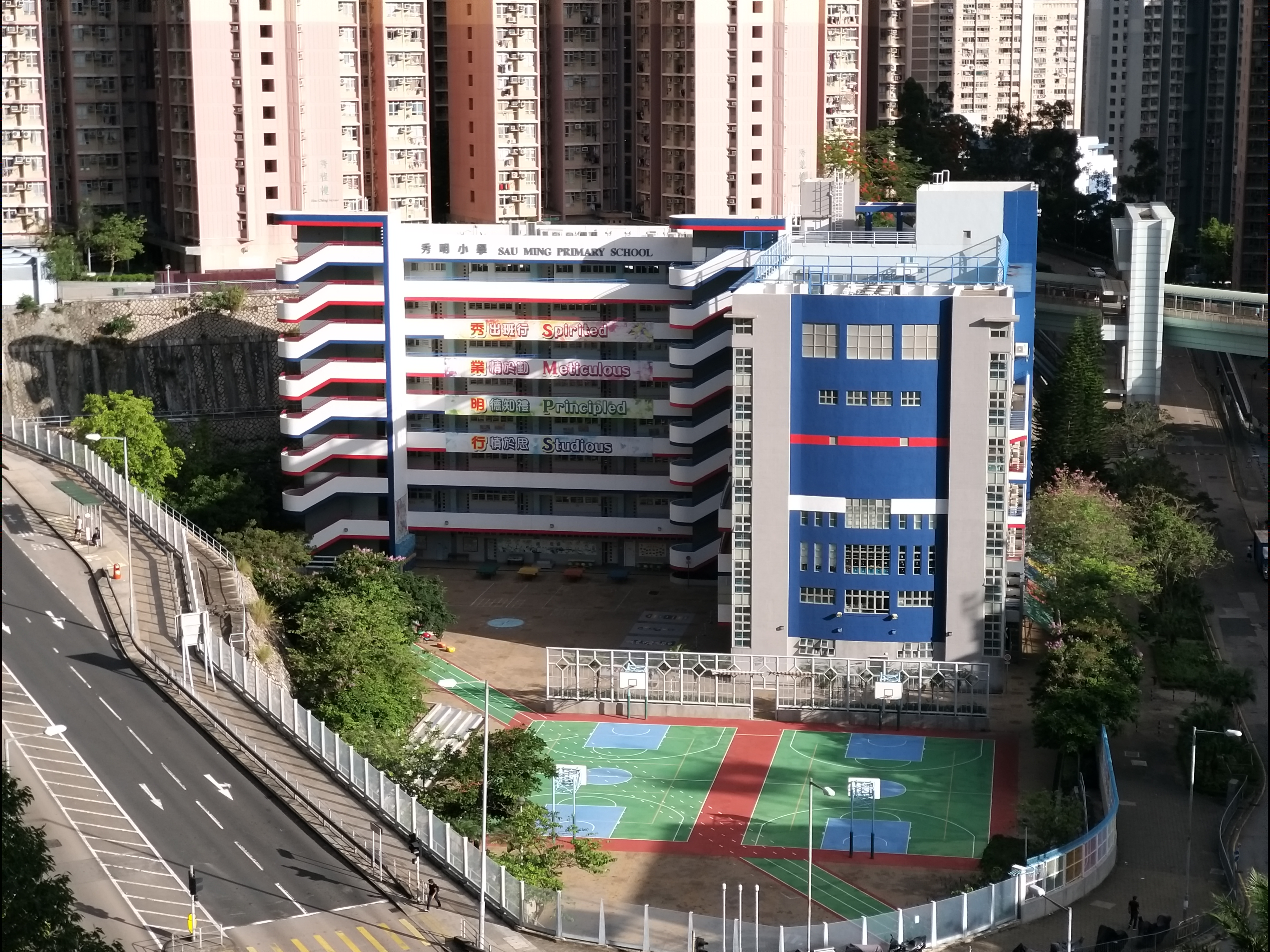
秀明小學

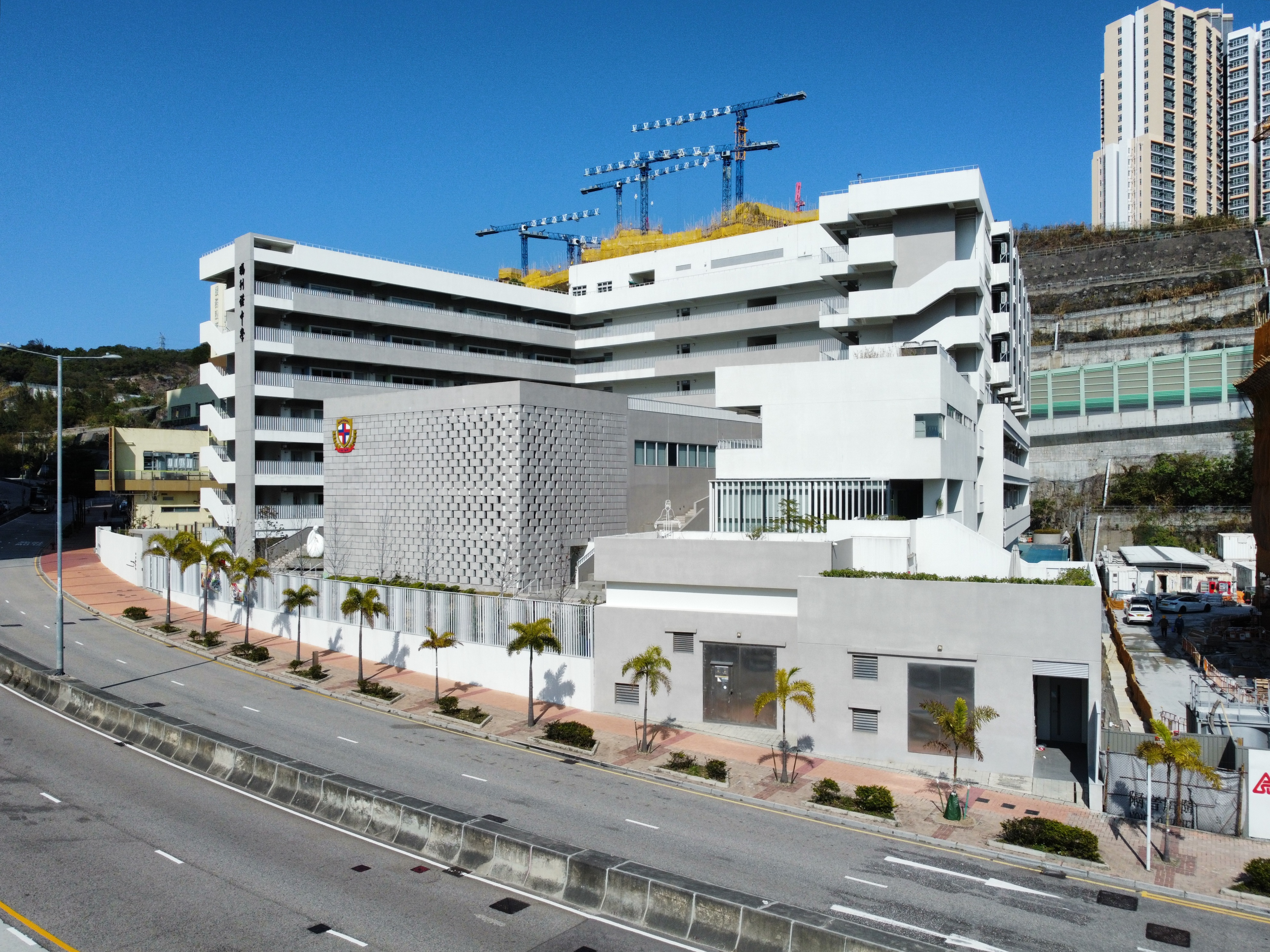
瑪利諾中學

### 中學
- 梁式芝書院
- 香港聖公會何明華會督中學
- 香港道教聯合會青松中學
- 瑪利諾中學

### 小學
- 觀塘官立小學（秀明道）
- 路德會聖馬太學校（秀茂坪）
- 秀茂坪天主教小學
- 基督教聖約教會堅樂小學
- 秀明小學
- 聖公會聖約翰曾肇添小學
- 香港道教聯合會雲泉學校
- 迦密梁省德學校（預計2025年遷入）

### 幼稚園
- 基督教聯合醫務協會幼兒學校（页面存档备份，存于）
- 聖母潔心會福音秀茂坪幼稚園（页面存档备份，存于）
- 東華三院陳嫺幼兒園（页面存档备份，存于）
- 路德會陳蒙恩幼稚園
- 宣道會秀茂坪陳李詠貞幼稚園（页面存档备份，存于）
- 中華傳道會基石幼稚園（页面存档备份，存于）
- 順德聯誼總會梁潔華幼稚園
- 樂善堂文吳泳沂幼稚園（页面存档备份，存于）
- 香港學生輔助會寶達幼兒園（页面存档备份，存于）

## 交通

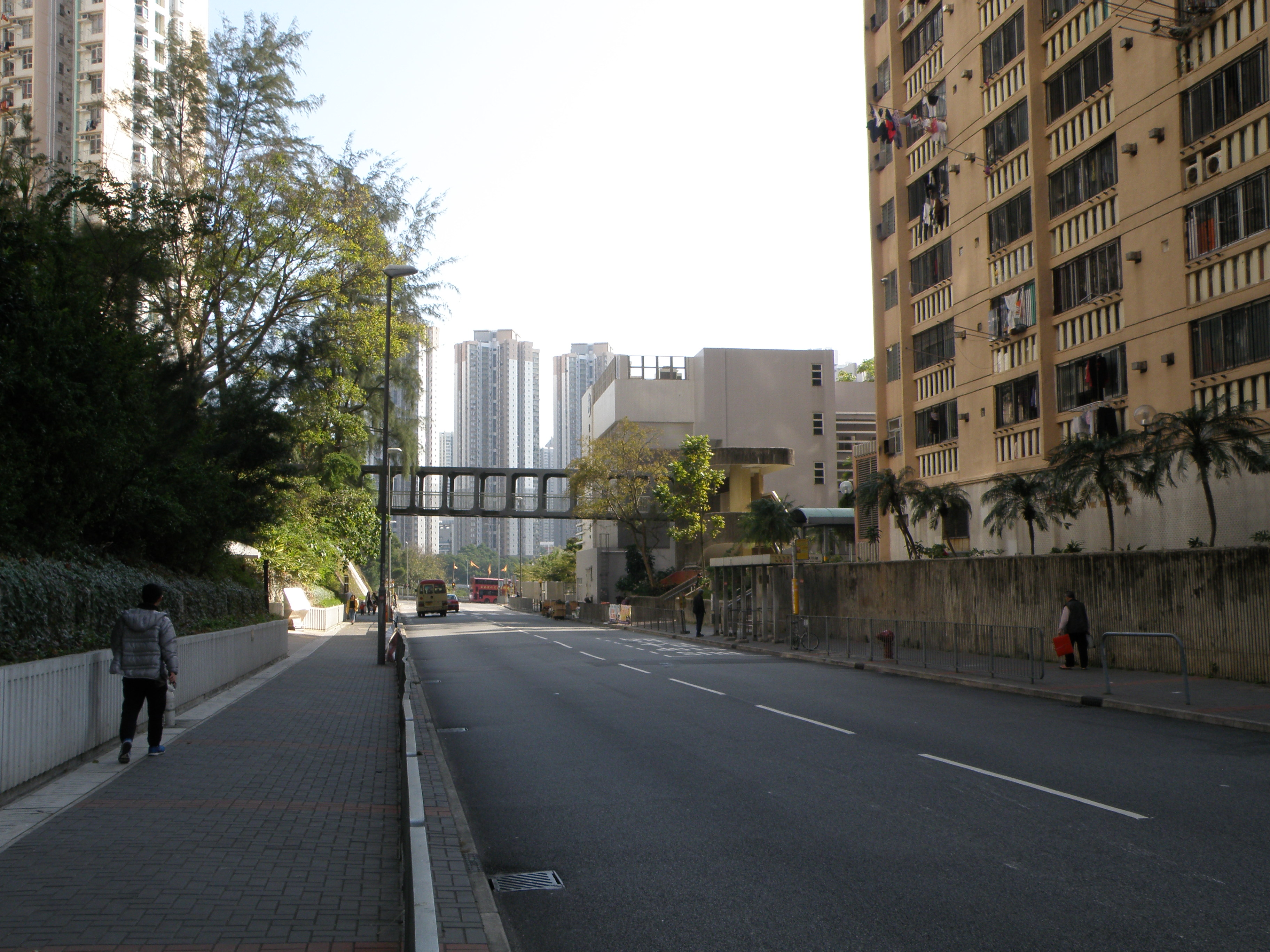
秀明道

### 主要交通幹道
- 秀茂坪道
- 秀明道
- 將軍澳道
- 寶琳路
- 曉光街
- 安秀道
- 安健道

## 未來發展

### 智慧綠色集體運輸
█  東九龍智慧綠色集體運輸系統：香港政府計劃興建，並預計設置彩虹、彩雲、順利、順安、秀茂坪、寶達、馬游塘、油塘共八個車站。該線路將以高架無軌捷運系統興建，使用輕鐵模式的「ART」或汽車模式的巴士系統「BRT」進行運營。全程行車時間預計約為10分鐘，並且將提供便利的交通服務給秀茂坪地區的居民。

## 區議會議席分佈
為方便比較，以下列表以將軍澳道以北、安達臣道以南、康寧道及協和街（近秀茂坪警署）以東、秀茂坪道以南、曉光街沿線、為範圍。
| 範圍                                     | 2000-2003                  | 2004-2007                  | 2008-2011                  | 2012-2015                  | 2016-2019                                | 2020-2023                                | 2024-2027  |
| ---------------------------------------- | -------------------------- | -------------------------- | -------------------------- | -------------------------- | ---------------------------------------- | ---------------------------------------- | ---------- |
| 安達臣道以南、秀茂坪道以東、將軍澳道以北 | 順天東選區一部份           | 寶達選區                   | 寶達選區                   | 寶達選區                   | 寶達選區                                 | 寶達選區                                 | 觀塘北選區 |
| 秀茂坪道以西、秀明道以東                 | 秀茂坪北選區及秀茂坪南選區 | 秀茂坪北選區及秀茂坪南選區 | 秀茂坪北選區及秀茂坪南選區 | 秀茂坪北選區及秀茂坪南選區 | 秀茂坪北選區、秀茂坪南選區及秀茂坪中選區 | 秀茂坪北選區、秀茂坪南選區及秀茂坪中選區 | 觀塘北選區 |
| 曉光街沿線                               | 曉麗選區                   | 曉麗選區                   | 曉麗選區                   | 曉麗選區                   | 曉麗選區                                 | 曉麗選區                                 | 觀塘中選區 |

註：以上主要範圍尚有其他細微調整（包括編號），請參閱有關區議會選舉選區分界地圖及條目。

## 天災
- 1972年6月18日，六一八雨災，71人死亡。
- 1976年8月25日，連場暴雨後山泥傾瀉，18人死亡，24人受傷。

## 新聞事件
- 1997年5月14日，秀茂坪童黨燒屍案事件。
- 2010年1月4日，秀茂坪發生郵件搶劫案，四名劫匪趁兩名郵政署外判工運送待派郵件時，用噴霧劑射眼攔途截劫，強搶兩袋逾千封郵件。[12]

## 外部連結
- 秀茂坪徙置區（页面存档备份，存于）
  - 秀茂坪區的歷史（页面存档备份，存于）
- 秀茂坪徙置區落成日期（页面存档备份，存于）
- 秀茂坪舉行的齊天大聖誕 （页面存档备份，存于）
- 香港電台《並無虛言》講述1976年秀茂坪山泥傾瀉事件（页面存档备份，存于）

## 資料來源
1. ↑  .   [2018-05-22]. （原始内容存档于2018-05-23）.
2. ↑  . 選舉事務處. 1987.
3. ↑  「發展秀茂坪闢路建街區」，華橋日報，1962-11-17
4. ↑  周樹佳. . 香港: 天地圖書有限公司. 2005年: P.163–165  [2010-10-13]. ISBN 9882111254. （原始内容存档于2019-05-23）.
5. ↑  FlyingHorse. . 香港歷史趣談. 2007-01-28  [2010-10-13]. （原始内容存档于2020-02-17）.
6. ↑  . 香港行山網. 2003年－2005年討論  [2010-10-13]. （原始内容存档于2015-09-24）.
7. ↑  .   [2017-01-11]. （原始内容存档于2017-01-07）.
8. ↑  .   [2017-01-11]. （原始内容存档于2017-01-07）.
9. ↑  .   [2017-01-11]. （原始内容存档于2018-06-12）.
10. ↑  .   [2017-01-11]. （原始内容存档于2018-08-08）.
11. ↑  .   [2017-01-11]. （原始内容存档于2016-09-21）.
12. ↑  . 香港蘋果日報. 2010-01-05  [2019-10-15]. （原始内容存档于2021-06-23）.